# Liste der Monuments historiques in Haudainville
Die Liste der Monuments historiques in Haudainville führt die Monuments historiques in der französischen Gemeinde Haudainville auf.

## Liste der Objekte
| Bezeichnung                                                 | Beschreibung                          | Standort                           | Kennzeichnung | Schutzstatus | Datum | Bild |
| ----------------------------------------------------------- | ------------------------------------- | ---------------------------------- | ------------- | ------------ | ----- | ---- |
| Skulptur Heiliger Symphorianus                              | Holz, farbig gefasst, 18. Jahrhundert | in der Kirche St-Symphorien (Lage) | PM55001903    | Inscrit      | 1998  |      |
| Skulptur Heiliger Norbert                                   | Holz, farbig gefasst, 18. Jahrhundert | in der Kirche St-Symphorien (Lage) | PM55001902    | Inscrit      | 1998  |      |
| Zwei Skulpturen: Heilige Katharina und eine weitere Heilige | Holz, farbig gefasst, 18. Jahrhundert | in der Kirche St-Symphorien (Lage) | PM55001904    | Inscrit      | 2000  |      |